# Nachtjagdgeschwader 7
La Nachtjagdgeschwader 7 (NJG 7) (7e escadre de chasse nocturne) est une unité de chasseurs de nuit de la Luftwaffe pendant la Seconde Guerre mondiale. 

## Opérations
La NJG 7 n'a été que partiellement constitué, sans Geschwaderstab (état-major d'escadre) et avec un seul gruppe, le second étant limité à un seul staffel. L'unité a mis en œuvre des avions Ju 88.

## Organisation

### Stab
Le Stab./NJG 7 n'a jamais été formé.

### I. Gruppe
Formé en février 1944 à Münster-Handorf à partir du III./KG 3 avec :
- Stab I./NJG 7 à partir du Stab III./KG 3
- 1./NJG 7 à partir de la 7./KG 3
- 2./NJG 7 à partir de la 8./KG 3
- 3./NJG 7 à partir de la 9./KG 3

Le 30 octobre 1944, le I./NJG 7 est renommé IV./NJG 2 avec :
- Stab I./NJG 7 devient Stab IV./NJG 2
- 1./NJG 7 devient 10./NJG 2
- 2./NJG 7 devient 11./NJG 2
- 3./NJG 7 devient 12./NJG 2

Gruppenkommandeur (Commandant de groupe) :
| Début        | Fin          | Grade | Nom           |
| ------------ | ------------ | ----- | ------------- |
| Février 1944 | Octobre 1944 | Major | Horst Bengsch |

### II. Gruppe
4.(Erg.)/NJG 7 : formée le 1er juin 1944 à Brzeg à partir du 12./KG 51.
En novembre 1944, la 4./NJG 7 est absorbée par la Schulstaffel/NJG 3.
Staffelkapitän :
| Début         | Fin              | Grade     | Nom                 |
| ------------- | ---------------- | --------- | ------------------- |
| 1er juin 1944 | 29 novembre 1944 | Hauptmann | Hans-Hermann Merker |